# Alejandra Jiménez (boxeadora)
Alejandra Jiménez Ayala (Ciudad de México, 29 de agosto de 1987) es una boxeadora profesional mexicana. Es ex campeona mundial de dos pesos, ya que ostentó el título de peso pesado del CMB de 2016 a 2018; el título supermediano de la OMB de enero a marzo de 2020; y el título de peso súper mediano del CMB de enero a febrero de 2020 luego de ser suspendida por una prueba de drogas fallida.

## Biografía
Comenzó a boxear a la edad de 23 años para perder peso y se convirtió en campeona mundial menos de cuatro años después. Antes de convertirse en profesional, Jiménez ganó diez combates amateur, la mitad de ellos contra boxeadores masculinos. Jiménez es la ex campeona de peso pesado femenino del CMB y la segunda boxeadora nacida en México en tener un título mundial de peso pesado, siendo la primera Martha Salazar, de quien Jiménez ganó el título.

### Retiro
En 2022 anunció su retirada del deporte profesional debido a la discriminación por su orientación sexual (es abiertamente lesbiana), su aspecto físico y su expresión de género, dentro del gremio boxeístico, incluso llegando a discursos transfóbicos.

## Récord de boxeo profesional
| N.º | Resultado | Récord     | Oponente                    | Tipo | Round, time | Fecha       | Lugar                                                | Notas |
| --- | --------- | ---------- | --------------------------- | ---- | ----------- | ----------- | ---------------------------------------------------- | --- |
| 14  | NC        | 12–0–1 (1) | Franchón Crews-Dezurn       | NC   | 10          | 11 Jan 2020 | Alamodome, San Antonio, U.S.                         | Los títulos femeninos de peso supermedio del CMB y de la OMB estaban en juego; Originalmente victoria SD para Jiménez, más tarde se dictaminó NC después de que ella falló una prueba de drogas |
| 13  | Victoria  | 12–0–1     | Irais Hernandez             | UD   | 8           | 16 Feb 2019 | Oasis Hotel Complex, Cancún, México                  | |
| 12  | Victoria  | 11–0–1     | Katerin Vindiola            | TKO  | 3 (8)       | 2 Sep 2018  | Grand Oasis Arena, Cancún, México                    | |
| 11  | Empate    | 10–0–1     | Irais Hernandez             | MD   | 8           | 14 Apr 2018 | Grand Oasis Arena, Cancún, Mexico                    | |
| 10  | Victoria  | 10–0       | Maria Jose Velis            | TKO  | 1 (8)       | 25 Nov 2017 | Palenque de Deportes, Chetumal, México               | |
| 9   | Victoria  | 9–0        | Vanessa Lepage Joanisse     | TKO  | 3 (10)      | 12 Aug 2017 | Arena Oasis, Cancún, México                          | Retiene el título de peso pesado femenino del CMB |
| 8   | Victoria  | 8–0        | Martha Patricia Lara Gaytan | KO   | 2 (8)       | 17 Jun 2017 | Explanada Delegación Cuauhtémoc, Mexico City, México | |
| 7   | Victoria  | 7–0        | Carlette Ewell              | TKO  | 1 (10)      | 1 Apr 2017  | Zócalo, Ciudad de México, México                     | Retiene el título de peso pesado femenino del CMB |
| 6   | Victoria  | 6–0        | Martha Salazar              | MD   | 10          | 18 Mar 2016 | Oasis Hotel Complex, Cancún, México                  | Ganó el título femenino de peso pesado del CMB |
| 5   | Victoria  | 5–0        | Carmen Garcia Toscano       | TKO  | 2 (6), 1:31 | 27 Nov 2015 | Sindicato de Taxistas, Cancún, México                | |
| 4   | Victoria  | 4–0        | Alejandra Soledad Dominguez | TKO  | 4 (4), 1:48 | 21 Aug 2015 | Plaza 28 de Julio, Playa del Carmen, México          | |
| 3   | Victoria  | 3–0        | Irasema Rayas               | TKO  | 1 (4), 0:27 | 28 Mar 2015 | Domo Deportivo, Tulum, México                        | |
| 2   | Victoria  | 2–0        | Mitzy Zúñiga                | UD   | 4           | 20 Dec 2014 | Arena Quequi, Cancún, México                         | |
| 1   | Victoria  | 1–0        | Claudia Ramirez             | TKO  | 3 (4) 0:19  | 11 Oct 2014 | Oasis Hotel Complex, Cancún, México                  | |